# 拟锥花黄堇
拟锥花黄堇（学名：Corydalis hookeri）为罂粟科紫堇属下的一个种。

## 扩展阅读
- 維基物種上的相關：拟锥花黄堇